# Å (vattendrag)
Å kallas ett strömmande vattendrag som i allmänhet är mindre än en flod eller älv men större än en bäck. Ordet används för svenska, danska, norska, isländska och färöiska förhållanden. Det existerar inga allmänt vedertagna storleksgränser för vad som definieras som en å, men ofta har de en bredd på mellan några meter till något tiotal meter. Åar kan ha en relativt lång sträckning, ett exempel är Fyrisån i Uppland som är 80 kilometer lång. Dalen som en å rinner i kallas ådal. Några större svenska åar kallas genom sina namn i stället för strömmar, exempelvis Motala ström.

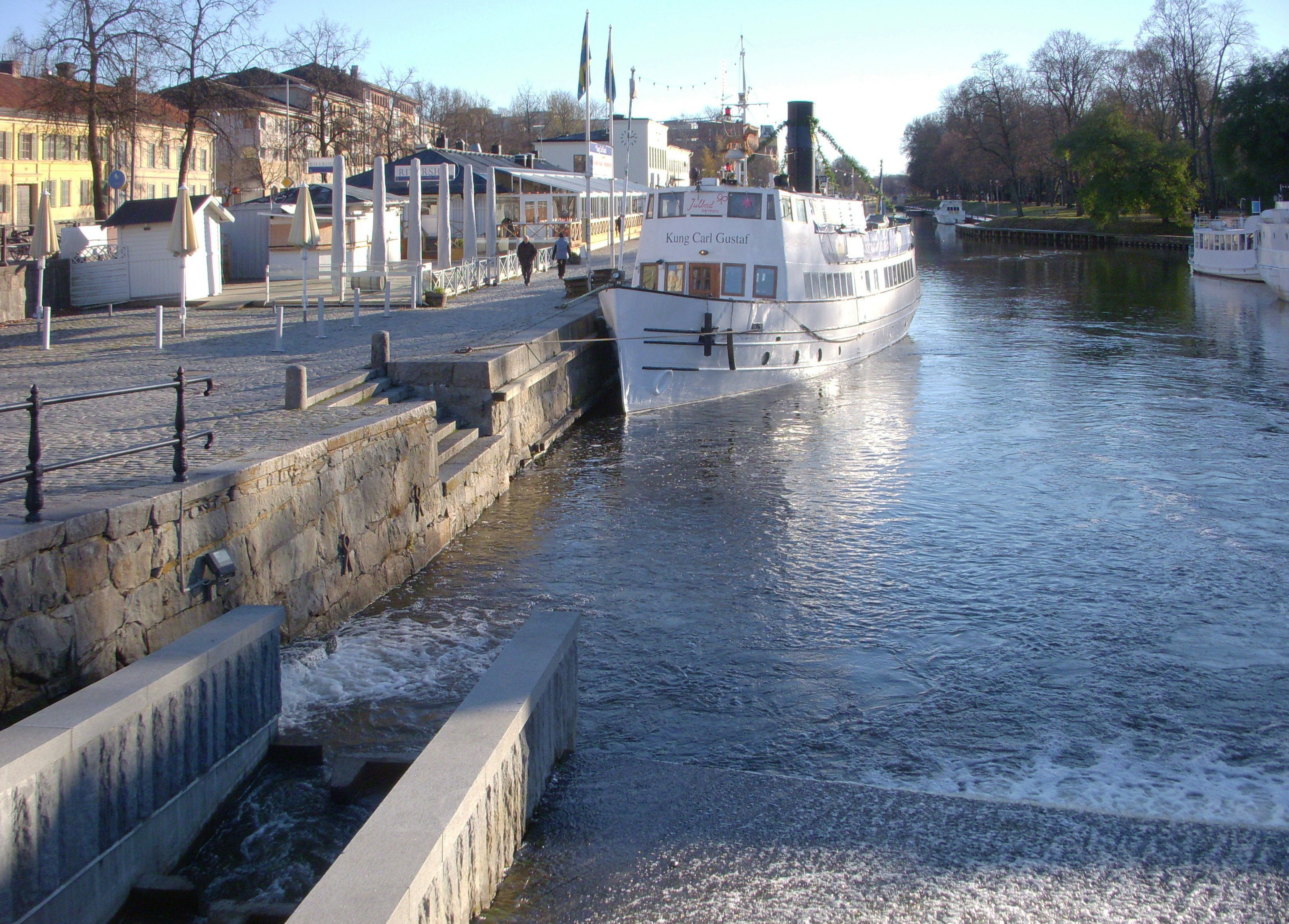
Fyrisån är en å som rinner genom Uppsala.
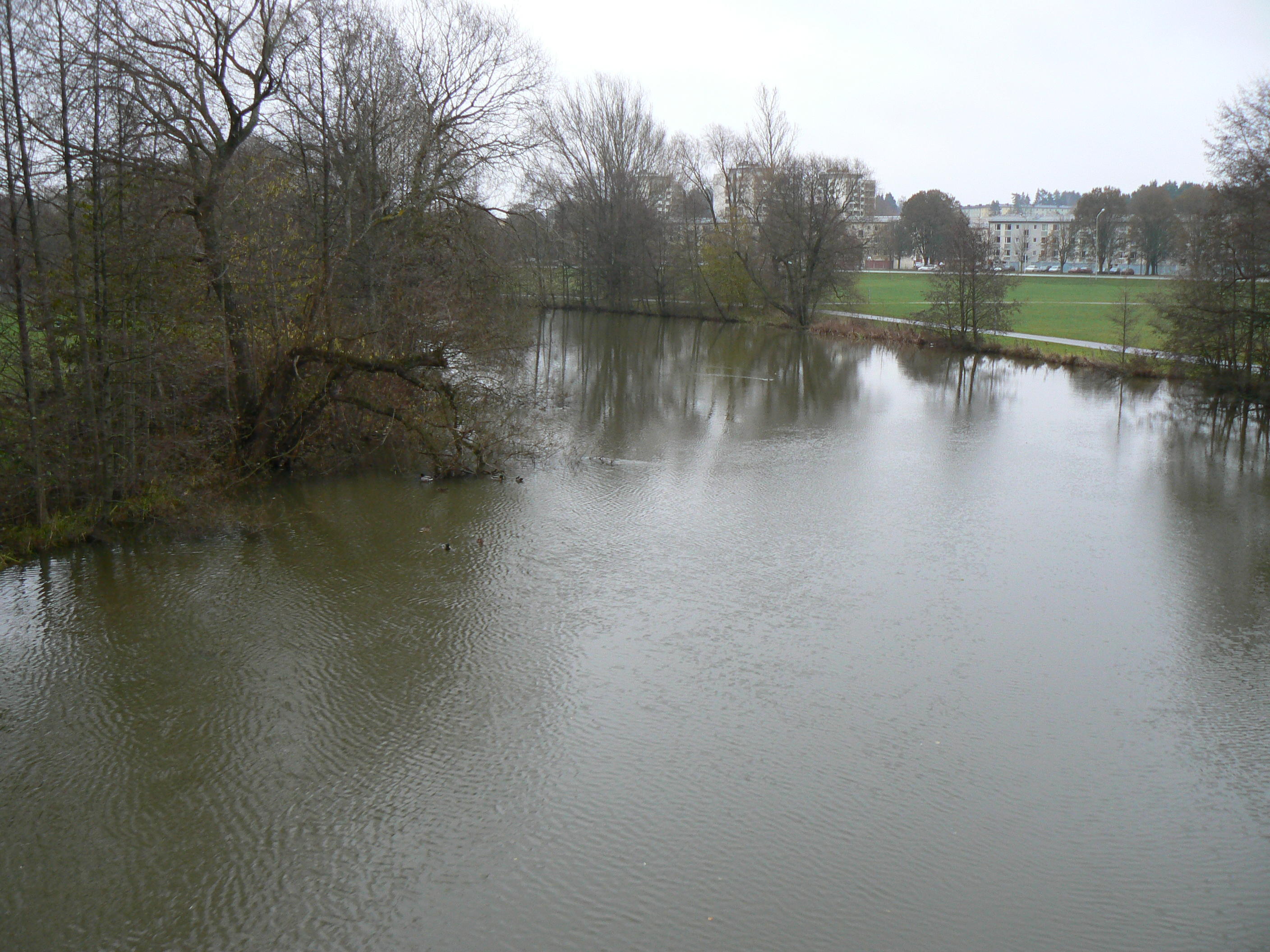
Stångån är ett exempel på en större å. Här ses den i Linköping, november 2006.
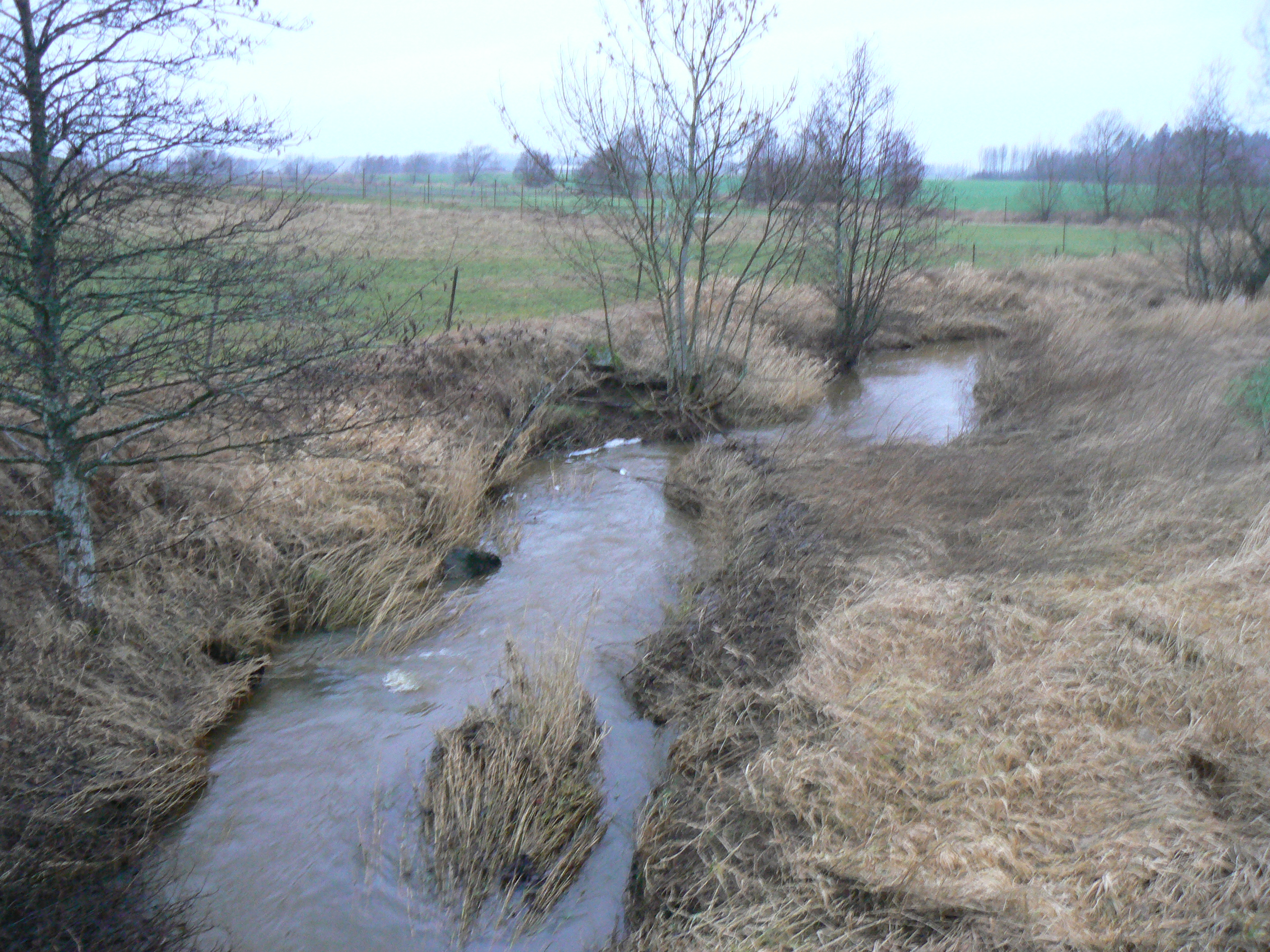
Slakaån är ett exempel på en mindre å.